# U-Bahnhof Lehel
Der U-Bahnhof Lehel ist eine Haltestelle der U-Bahn München. Eröffnet wurde der U-Bahnhof Lehel am 27. Oktober 1988. Er liegt im gleichnamigen Stadtteil und hat Zugänge zum Thierschplatz und St.-Anna-Platz. Der Bahnhof besteht aus zwei Röhrenbahnsteigen, die mit zwei Querschlägen verbunden sind. Er liegt relativ tief unter der Erde, weil die Strecken kurz darauf die Isar unterqueren, und wurde deshalb in bergmännischer Bauweise erbaut.
Viele Galerien, Museen, Ämter und Verwaltungen ebenso wie Gewerbebetriebe aller Art profitieren von der Lage des Bahnhofes. Die Tram 16 ist für den Zubringer- als auch für den Ablaufverkehr der U-Bahn wichtig. Wegen der Museen in der Nähe sind an den Wänden Abgüsse zahlreicher Plastiken aufgestellt, die in der ersten Zeit nach der Eröffnung mit speziellen Scheinwerfern zusätzlich beleuchtet wurden. In den Querschlägen zwischen den Bahnsteigtunnels befinden sich außerdem Schauvitrinen für weitere Exponate. Die Wände selbst sind mit weißen Aluminiumblechen, die mit mattsilbernen Bändern eingefasst sind, verkleidet. Dadurch entsteht mit dem zentralen Lichtband ein sehr heller Raum.
| Linie | Linienverlauf |
| ----- | --- |
| U4    | Westendstraße – (806 m) – Heimeranplatz – (671 m) – Schwanthalerhöhe – (927 m) – Theresienwiese – (711 m) – Hauptbahnhof – (521 m) – Karlsplatz (Stachus) – (811 m) – Odeonsplatz – (933 m) – Lehel – (928 m) – Max-Weber-Platz – (791 m) – Prinzregentenplatz – (838 m) – Böhmerwaldplatz – (552 m) – Richard-Strauss-Straße – (756 m) – Arabellapark |
| U5    | Laimer Platz – (670 m) – Friedenheimer Straße – (791 m) – Westendstraße – (806 m) – Heimeranplatz – (671 m) – Schwanthalerhöhe – (927 m) – Theresienwiese – (711 m) – Hauptbahnhof – (521 m) – Karlsplatz (Stachus) – (811 m) – Odeonsplatz – (933 m) – Lehel – (928 m) – Max-Weber-Platz – (1080 m) – Ostbahnhof – (1602 m) – Innsbrucker Ring – (982 m) – Michaelibad – (1708 m) – Quiddestraße – (778 m) – Neuperlach Zentrum – (764 m) – Therese-Giehse-Allee – (722 m) – Neuperlach Süd |